# Kwame Harris
Kwame Harris (Giamaica, 15 marzo 1982) è un giocatore di football americano giamaicano attualmente free agent e scelto nel Draft 2003 dai San Francisco 49ers. Suo fratello maggiore è il defensive tackle Orien Harris.

## Carriera professionistica

### San Francisco 49ers
Al debutto come rookie (stagione 2003) ha giocato 14 partite di cui 5 da titolare, segnando un touchdown su un fumble recuperato.
Nel 2º anno (stagione 2004) ha giocato 14 partite di cui 7 da titolare.
Nel 3º anno (stagione 2005) ha giocato 16 partite tutte da titolare.
Nel 4º anno (stagione 2006) ha giocato ancora tutte le 16 partite da titolare.
Nel 5º anno (stagione 2007) ha giocato 12 partite e nessuna da titolare.

### Oakland Raiders
Nel 6º anno (stagione 2008) ha firmato con i Raiders il 5 marzo un contratto di 3 anni come free agent per 16 milioni di dollari. È stato il tackle titolare di sinistra della squadra, ha giocato 14 partite di cui 11 da titolare. Ha recuperato 2 fumble.
Il 24 febbraio 2009 è stato svincolato dai Raiders.

### Florida Tuskers
Nel 2010 Harris ha giocato la pre-stagione con i Florida Tuskers della United Football League, lasciando la squadra prima dell'inizio della stagione regolare.

## Vittorie e premi
nessuno

## Statistiche
| Partite totali             | 86 |
| Partite totali da titolare | 55 |